# Sparkasse im Landkreis Neustadt a. d. Aisch - Bad Windsheim
Die Sparkasse im Landkreis Neustadt a. d. Aisch - Bad Windsheim ist ein öffentlich-rechtliches Kreditinstitut mit Sitz in Neustadt an der Aisch in Bayern. Ihr Geschäftsgebiet ist der Landkreis Neustadt an der Aisch-Bad Windsheim.

## Organisationsstruktur
Die Sparkasse im Landkreis Neustadt a. d. Aisch - Bad Windsheim ist eine Anstalt des öffentlichen Rechts. Rechtsgrundlagen sind das Sparkassengesetz, die bayerische Sparkassenordnung und die durch den Träger der Sparkasse erlassene Satzung. Organe der Sparkasse sind der Vorstand und der Verwaltungsrat.

## Geschäftszahlen
Die Sparkasse im Landkreis Neustadt a. d. Aisch - Bad Windsheim betreibt als Sparkasse das Universalbankgeschäft. Die Sparkasse im Landkreis Neustadt a. d. Aisch - Bad Windsheim wies im Geschäftsjahr 2023 eine Bilanzsumme von 2,26 Mrd. Euro aus und verfügte über Kundeneinlagen von 1,647 Mrd. Euro. Gemäß der Sparkassenrangliste 2023 liegt sie nach Bilanzsumme auf Rang 216. Sie unterhält 18 Filialen/Selbstbedienungsstandorte und beschäftigt 337 Mitarbeiter.

## Sparkassen-Finanzgruppe
Die Sparkasse im Landkreis Neustadt a. d. Aisch - Bad Windsheim ist Teil der Sparkassen-Finanzgruppe. Sie vertreibt daher z. B. Bausparverträge der LBS, offene Investmentfonds der Deka und vermittelt Versicherungen der Versicherungskammer Bayern.
Die Funktion der Sparkassenzentralbank nimmt die Bayerische Landesbank wahr.

## Geschichte
Die Sparkasse in Neustadt wurde 1835 gegründet. Zuvor gab es in Neustadt kein bedeutendes eigenes Bankwesen (Bankgeschäfte wurden vor allem über Nürnberg, Hof und Bayreuth abgewickelt). Nachdem 1905 der städtischen Sparkasse vom Kollegium der Gemeindebevollmächtigten der Vorwurf, nur in Wertpapiere statt (durch Hypotheken) Handel, Gewerbe und Neubauten zu fördern, wurde 1906 eine grundlegende Reorganisation beschlossen. Ab 1906, dem Jahr ihrer Reform, entwickelte sich die Sparkasse dann vor allem über ihr Hypotheken- und Kreditgeschäft erfolgreich weiter. Als Sparkassenverwalter ab 10. Januar 1907 hatte sich vor allem Leonhard Bankel (ab 25. April 1921 Erster Bürgermeister) um die Entwicklung der städtischen Sparkasse verdient gemacht. Im Laufe der Zeit trug die Neustädter Sparkasse verschiedene Namen: Stadtsparkasse, Bezirks- und Stadtsparkasse, Kreis- und Stadtsparkasse, Sparkasse. Im Jahr 1933 hatte sich ihr Umsatz auf 14.943.000 und die Sicherungsrücklage auf 121.000 Mark gesteigert. Als „Prototyp der fränkischen Sparkasse“ hatte die Neustädter Sparkasse 1935/1936 ein neues Gebäude erhalten.

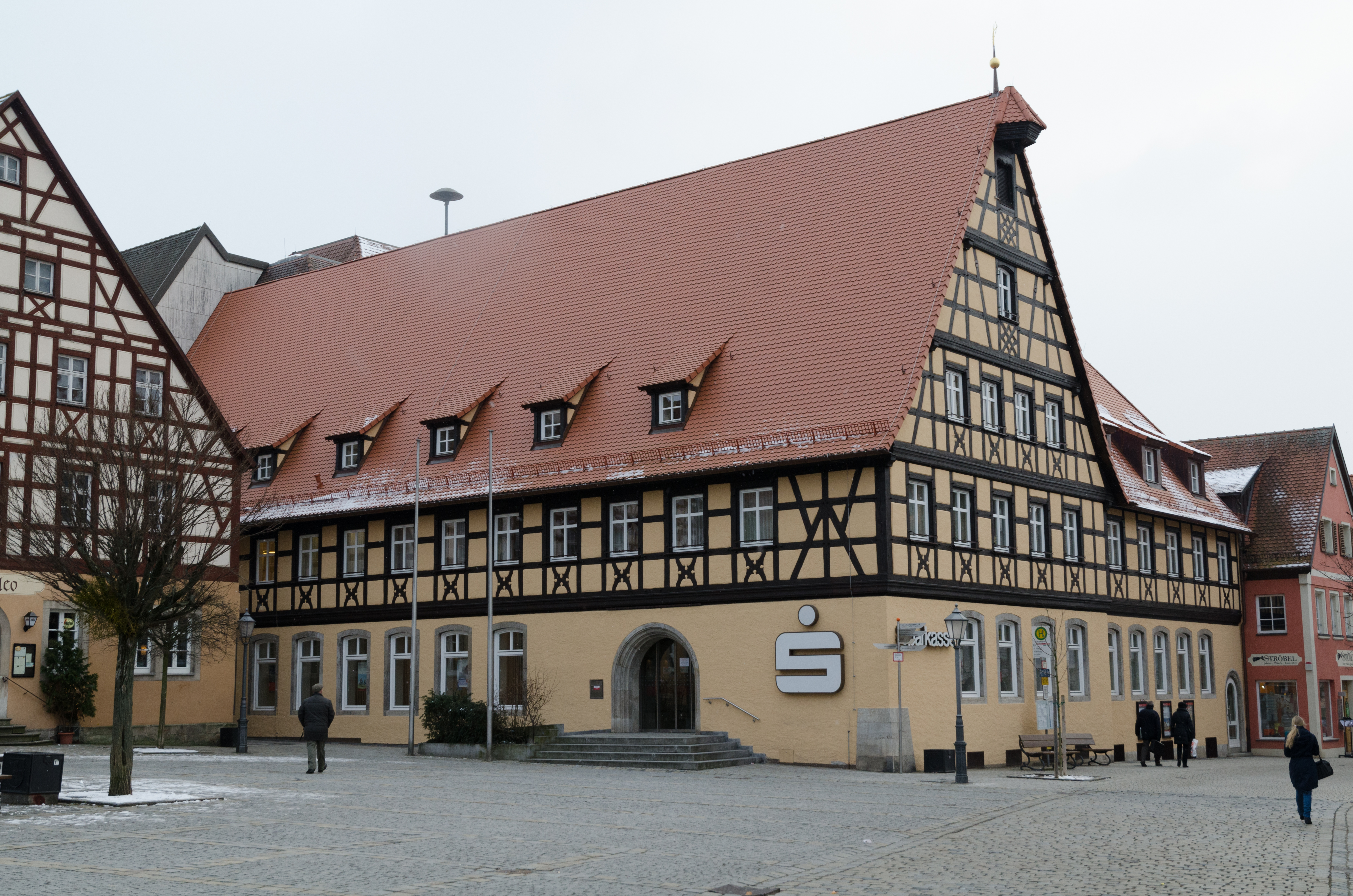
Sparkasse am Marktplatz